# 国鉄3800形蒸気機関車

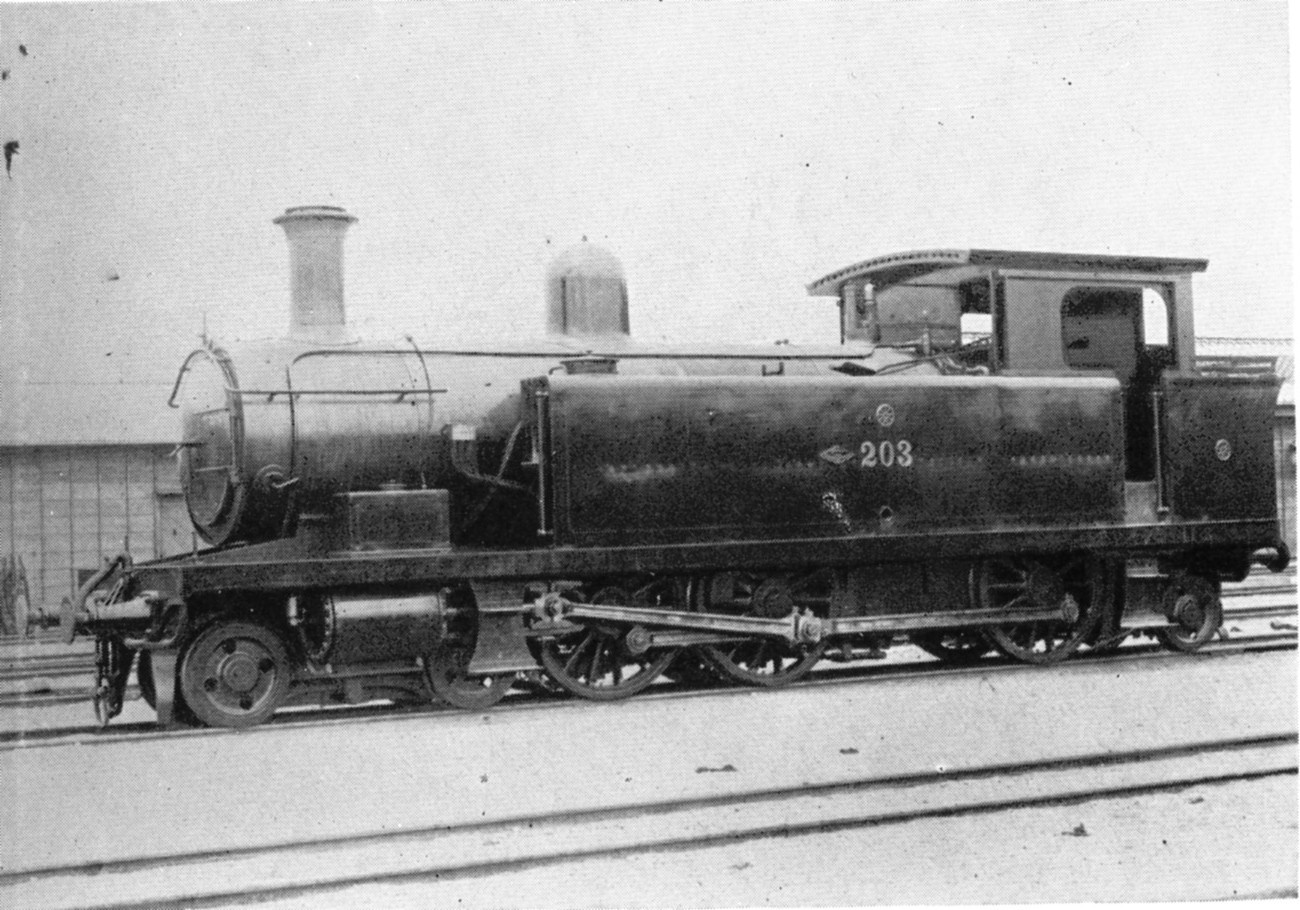
日本鉄道 203（後の鉄道院 3802）

3800形は、かつて日本国有鉄道の前身である鉄道院・鉄道省に在籍したタンク式蒸気機関車である。

## 概要
元は、日本鉄道が1898年（明治31年）にイギリスのダブスから4両（製造番号3653 - 3655, 3659）を輸入した、車軸配置4-6-2(2C1)のタンク機関車で、Db3/6形(201 - 204)と称された。日本で唯一、4-6-2形車軸配置を持つタンク機関車である。同時期に導入された車軸配置4-4-0(2B)の5830形テンダー機関車とは系列設計で、同形式の先輪の第2軸と動輪の第1軸を半ば無理やり押し込み、従輪を1軸付け加えた形であり、第1動輪はフランジレスであった。また、日本の蒸気機関車としては、初めて動力逆転機を装備した。
本形式は非常に特異な構造を持ち、常磐炭田産の低質炭を燃料とするため、ウッテン式に近い広火室と燃焼室が採用され、ボイラーの伝熱面積と火格子面積の比が非常に小さい。この火室を避けるため、第2・第3動輪間距離は5500形と比べて203mm延長されている。国有化後の1914年（大正3年）には、ボイラーの非効率さを改善するため、火格子面積を縮小し、燃焼室を撤去する改造が盛岡工場と大宮工場で施工された。
当初は勾配線用として黒磯庫に配置された。1904年（明治37年）に勃発した日露戦争では、全車が陸軍野戦鉄道提理部に供出され、満州に送られたが、1906年（明治39年）に全車が無事に帰還している。国有化後に制定された鉄道院の車両形式称号規程では、3800形(3800 - 3803)とされた。その後、3800が宇都宮庫、3803が福島庫の配置となったが、晩年は全車が仙台庫に集結した。1922年（大正11年）7月に廃車され、全部が解体されている。引張力は大きかったが、ボイラーが常磐炭田産の低質炭用で効率が悪いうえ、蒸気不昇騰といったトラブルも多く、多軸で第1動輪にフランジがないため脱線しやすかったようである。

## 主要諸元
/以降の数値は、ボイラー改造後の数値である。
- 全長：10,953mm
- 全高：3,734mm
- 全幅：2,426mm
- 軌間：1,067mm
- 車軸配置：4-6-2(2C1)
- 動輪直径：1,372mm
- 弁装置：スチーブンソン式基本型
- シリンダー（直径×行程）：432mm×584mm / 406mm×584mm
- ボイラー圧力：11.2kg/cm2 / 12.7kg/cm2
- 火格子面積：2.42m2 / 1.57m2
- 全伝熱面積：84.6m2 / 94.6m2
  - 煙管蒸発伝熱面積：76.0m2 / 88.1m2
  - 火室蒸発伝熱面積：8.6m2
- ボイラー水容量：3.14m3 / 3.5m3
- 小煙管（直径×長サ×数）：44.5mm×3,112mm×175本 / 50.8mm×3,680mm×150本
- 機関車運転整備重量：54.88t
- 機関車空車重量：43.08t
- 機関車動輪上重量（運転整備時）：34.12t
- 機関車動輪軸重（第2動輪上）：11.51t
- 水タンク容量：5.89m3
- 燃料積載量：1.83t
- 機関車性能
  - シリンダ引張力：7,560kg / 7,570kg
- ブレーキ装置：手ブレーキ、真空ブレーキ